# Clathromorphum reclinatum
Clathromorphum reclinatum (Foslie) W.H. Adey, 1970  é o nome botânico  de uma espécie de algas vermelhas  pluricelulares do gênero Clathromorphum, subfamília Melobesioideae.
- São algas marinhas encontradas em algumas regiões da América do Norte e da  Ásia.

## Sinonímia
- Lithothamnion conchatum f. reclinatum  Foslie, 1906
- Lithothamnion reclinatum  (Foslie) Foslie, 1907
- Polyporolithon reclinatum  (Foslie) Mason, 1953
- Neopolyporolithon reclinatum  (Foslie) Adey & Johansen, 1972